# Trachys troglodytes
Trachys troglodytes es una especie de escarabajo del género Trachys, familia Buprestidae. Fue descrita científicamente por Gyllenhal en 1817.
Se distribuye desde Europa hasta Asia Menor. Mide 2-3,5 milímetros de longitud.